# Liste der Kreisstraßen im Kreis Siegen-Wittgenstein

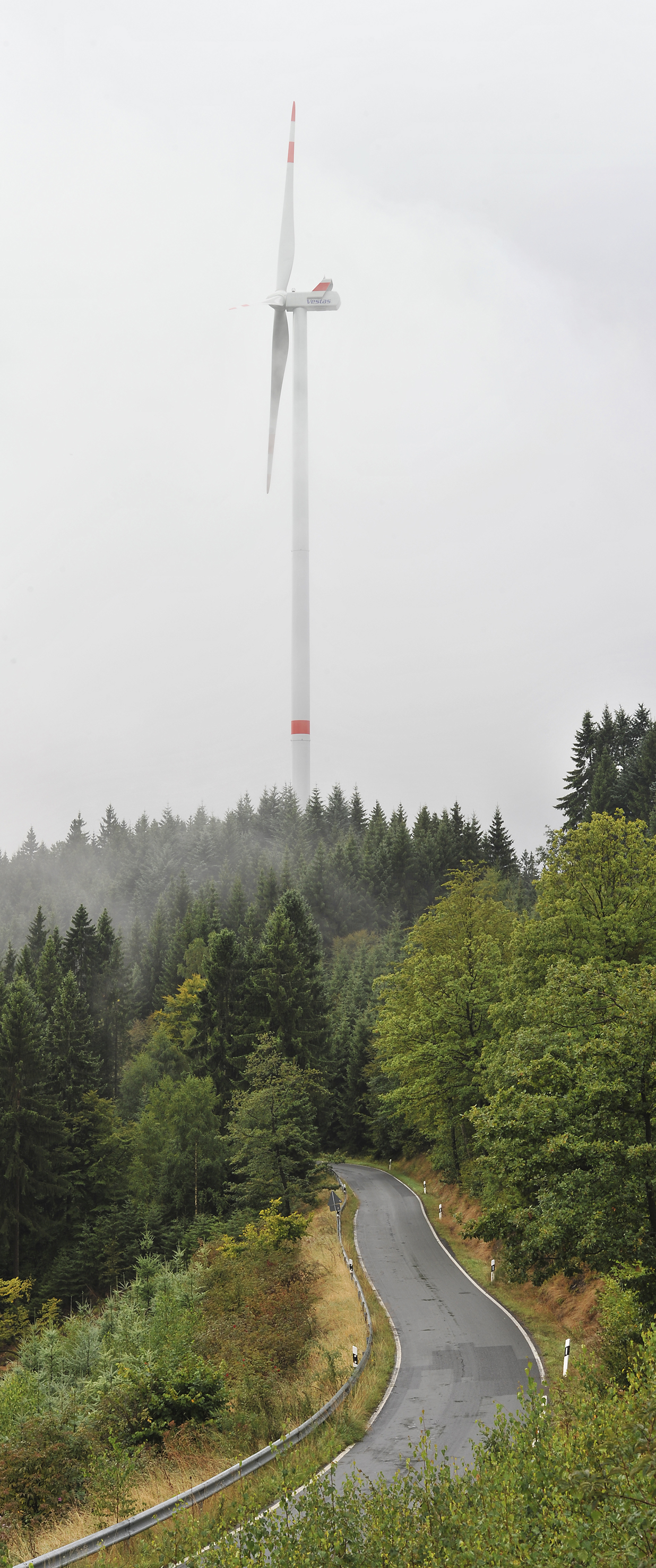
Kreisstraße 36 in Bad Laasphe-Hesselbach

Die Liste der Kreisstraßen im Kreis Siegen-Wittgenstein ist eine Auflistung der Kreisstraßen im Kreis Siegen-Wittgenstein, Nordrhein-Westfalen.

## Abkürzungen
- K: Kreisstraße
- L: Landesstraße

## Liste
Die Kreisstraßen behalten die ihnen zugewiesene Nummer innerhalb von Nordrhein-Westfalen auch bei einem Wechsel in einen anderen Kreis oder in eine kreisfreie Stadt. Nicht vorhandene bzw. nicht nachgewiesene Kreisstraßen werden in Kursivdruck gekennzeichnet, ebenso Straßen und Straßenabschnitte, die unabhängig vom Grund (Herabstufung zu einer Gemeindestraße oder Höherstufung) keine Kreisstraßen mehr sind.
Der Straßenverlauf wird in der Regel von Nord nach Süd und von West nach Ost angegeben.
| Nr.  | Verlauf |
| ---- | --- |
| K 1  | (K 1 im Kreis Olpe) – Landesgrenze – (K 85 im Landkreis Altenkirchen (Westerwald), Rheinland-Pfalz) – Landesgrenze – Hohenhain – K 21 – L 562 – Mausbach – Alte Heide – Plittershagen – Landesgrenze – (K 85 im Landkreis Altenkirchen (Westerwald), Rheinland-Pfalz) – Landesgrenze – L 512 – Dirlenbach – Niederndorf – L 565 – Landesgrenze – (L 262 in Rheinland-Pfalz) |
| K 2  | L 564 in Weidenau – Siegen – K 10 – L 533 in Achenbach |
| K 3  | L 564 in Siegen – K 5 – K 4 – L 719 in Siegen |
| K 4  | in Dreis-Tiefenbach – Weidenau – (Abzweig zur ) – L 564 – K 5 – Bürbach – Siegen – K 5 – K 3 – L 519 in Kaan-Marienborn |
| K 5  | in Dreis-Tiefenbach – K 4 – Siegen – K 4 – K 3 |
| K 6  | L 908 in Bühl – Alchen – K 22 – Seelbach – L 562 |
| K 7  | L 728 in Herzhausen – Frohnhausen – L 729 – Netphen – nicht befahrbar – Breitenbach – L 719 in Kaan-Marienborn |
| K 8  | L 564 in Oberholzklau – Meiswinkel – L 564 in Langenholdinghausen – L 564 in Birlenbach – L 562 in Trupbach |
| K 9  | L 533 in Achenbach – K 14 – L 907 in Niederschelden – Landesgrenze |
| K 10 | L 562 in Siegen – L 562 in Siegen |
| K 11 | Werthenbach – L 729 in Werthenbach-Bahnhof – L 729 in Salchendorf bei Netphen – L 722 in Rudersdorf |
| K 12 | (nicht befahrbarer Weg als K 138 im Landkreis Altenkirchen (Westerwald)) – Landesgrenze – nicht befahrbar – Wahlbach – L 723 in Gilsbach |
| K 13 | L 729 – Beienbach |
| K 14 | K 9 in Niederschelden – L 531 – Hengsbach – L 562 in Siegen |
| K 15 | L 730 in Holzhausen – Landesgrenze – (K 42 im Lahn-Dill-Kreis) |
| K 16 | – Flughafen Siegerland |
| K 17 | L 722 – Heiligenborn – K 35 – L 718 in Banfe |
| K 18 | – L 723 in Niederdielfen |
| K 19 | L 562 in Lindenberg – Oberheuslingen – K 20 – Niederheuslingen – L 565 in Oberfischbach |
| K 20 | L 562 in Liste der Landesstraßen im Regierungsbezirk Arnsberg#L 562 – K 19 in Oberheuslingen |
| K 21 | (K 86 im Landkreis Altenkirchen (Westerwald), Rheinland-Pfalz) – Landesgrenze – K 1 – Hohenhain – L 562 in Freudenberg |
| K 22 | L 554 in Niederholzklau – K 6 in Alchen |
| K 23 | (K 101 im Landkreis Altenkirchen (Westerwald), Rheinland-Pfalz) – Landesgrenze – Struthütten – L 722 in Neunkirchen (Siegerland) – Altenseelbach (westliche der beiden Kreisstraßen) – K 24 – nicht befahrbar – Zeppenfeld – L 531 |
| K 24 | L 722 in Neunkirchen (Siegerland) – K 23 in Altenseelbach (östliche der beiden Kreisstraßen) |
| K 25 | in Wilnsdorf – Wilgersdorf – L 904 – Wilgersdorf-Nord |
| K 26 | L 908 in Junkernhees – Buchen – Sohlbach – K 28 – L 908 in Geisweid |
| K 27 | L 728 in Herzhausen – Unglinghausen – L 729 – Obersetzen – K 28 – Niedersetzen – K 30 – L 908 in Dillnhütten |
| K 28 | K 26 in Sohlbach – Buschhütten – L 908 – – K 27 in Obersetzen |
| K 29 | L 728 – Rückersfeld – Oechelhausen – Afholderbach – Sohlbach |
| K 30 | K 27 in Niedersetzen – L 728 in Dreis-Tiefenbach |
| K 31 | L 728 in Allenbach – Grund – |
| K 32 | L 729 in Netphen – Brauersdorf |
| K 33 | Zinse – Erndtebrück – L 720 – L 632 – Rüppershausen – Steinbach – K 34 – in Holzhausen |
| K 34 | K 33 – L 632 – Rüppershausen – Oberndorf – Rückershausen – K 35 – L 719 – Volkholz – Welschengeheu |
| K 35 | K 34 in Rückershausen – Feudingen – L 719 – K 17 |
| K 36 | in Bad Laasphe – Armer Mann – Hesselbach – K 37 – L 718 – Fischelbach – Sohl |
| K 37 | K 36 in Hesselbach – Landesgrenze – (K 108 im Landkreis Marburg-Biedenkopf) |
| K 38 | Bernshausen – L 718 |
| K 39 | (im Hochsauerlandkreis nicht befahrbar) – Kreisgrenze – Kühhude – in Bad Berleburg |
| K 40 | L 717 – Christianseck – K 43 – Elsoff – L 877 – K 55 – Landesgrenze – (K 130 im Landkreis Waldeck-Frankenberg, Hessen) |
| K 41 | – Kunst-Wittgenstein (mit dem Schloss Wittgenstein) – L 718 in Bad Laasphe |
| K 42 | (K 42 im Hochsauerlandkreis) – Kreisgrenze – Wingeshausen – Müsse – L 553 – Aue – nicht befahrbar – Birkefehl – K 49 – in Schameder |
| K 43 | K 40 – K 44 – L 533 in Schwarzenau |
| K 44 | L 717 – Oberes Hüttental – K 43 |
| K 45 | – K 47 – Rinthe – K 48 – Hemschlar – L 718 in Sassenhausen |
| K 46 | in Leimstruth – Melbach – Balde – K 47 – K 48 – – L 718 |
| K 47 | L 553 in Berghausen – K 49 – K 45 – K 46 in Balde |
| K 48 | K 45 in Rinthe – K 46 |
| K 49 | L 720 in Womelsdorf – Birkelbach – Birkefehl – K 42 – K 47 |
| K 50 | L 718 in Meckhausen – L 553 in Arfeld – L 903 |
| K 51 | in Wemlighausen – Kraftsholz – Landebach – L 717 in Wunderthausen |
| K 53 | L 718 – Richstein – L 903 – L 553 in Beddelhausen |
| K 55 | K 40 in Elsoff – Landesgrenze – (K 113 im Landkreis Waldeck-Frankenberg, Hessen) |

## Quelle
- Landesvermessungsamt Nordrhein-Westfalen, Kreiskarte Nr. 15: Kreis Siegen-Wittgenstein